# Chapada do Araripe
A Chapada do Araripe é um acidente geográfico e sítio paleontológico localizado na divisa dos estados do Ceará, Pernambuco e Piauí, no Brasil. A chapada abriga uma floresta nacional (1946), uma área de proteção ambiental (1997) e um geoparque (2006).

## Etimologia
"Araripe" deriva do tupi antigo ararype, que significa "no rio das araras" (arara, arara + 'y, rio + pe, em).

## Características
A Chapada do Araripe é uma feição geomorfológica alongada na direção Leste-Oeste, de topo plano mergulhante
suavemente para oeste e limitada por escarpas erosivas e íngremes, sendo uma expressão fisiográfica da Bacia do Araripe. O empilhamento de rochas sedimentares dessa grande estrutura que se destaca no Nordeste do Brasil, juntamente com as bacias de Almada, Camamu, Recôncavo, Tucano, Jatobá, Sergipe, Alagoas e Gabão, registra em detalhes a história da separação do Supercontinente Gondwana, no período Jurássico, no que viria a se tornar os continentes Sul-Americano e Africano.
Existem dois tipos principais de solo: latossolo e sedimentar. O primeiro, oriundo do período cretáceo, é rico em fósseis. Uma equipe do Museu Nacional da Universidade Federal do Rio de Janeiro já pesquisou o sítio paleontológico e descobriu diversas espécies de dinossauros, tais como Santanaraptor placidus, Angaturama limai, Irritator e Mirischia asymmetrica. Já a bacia sedimentar se caracteriza por formar aquíferos, existindo várias fontes de água espalhadas por toda a área da chapada.
A fauna local é composta por diversas espécies de répteis, insetos e mamíferos. Já foram catalogadas 290 espécies de aves presentes no livro. Destaca-se o soldadinho-do-araripe, ave que corre risco de extinção e que é encontrada somente na região da floresta do Araripe.
A vegetação predominante é de cerradão. Existem faixas de transição que apresentam traços de mata atlântica, cerrado e caatinga

## Interferência antrópica
Muitas cidades ocupam áreas da chapada, provocando forte impacto no ambiente. Parte considerável da mata original foi desmatada ou destruída por queimadas. O forte potencial econômico da chapada é bastante explorado por indústrias que, muitas vezes, não tomam o cuidado de zelar pelo desenvolvimento sustentável. As principais riquezas exploradas são as minas de gesso e calcário, além do extrativismo vegetal, que explora principalmente piqui, carnaúba, mandioca e frutas.

## Imagens

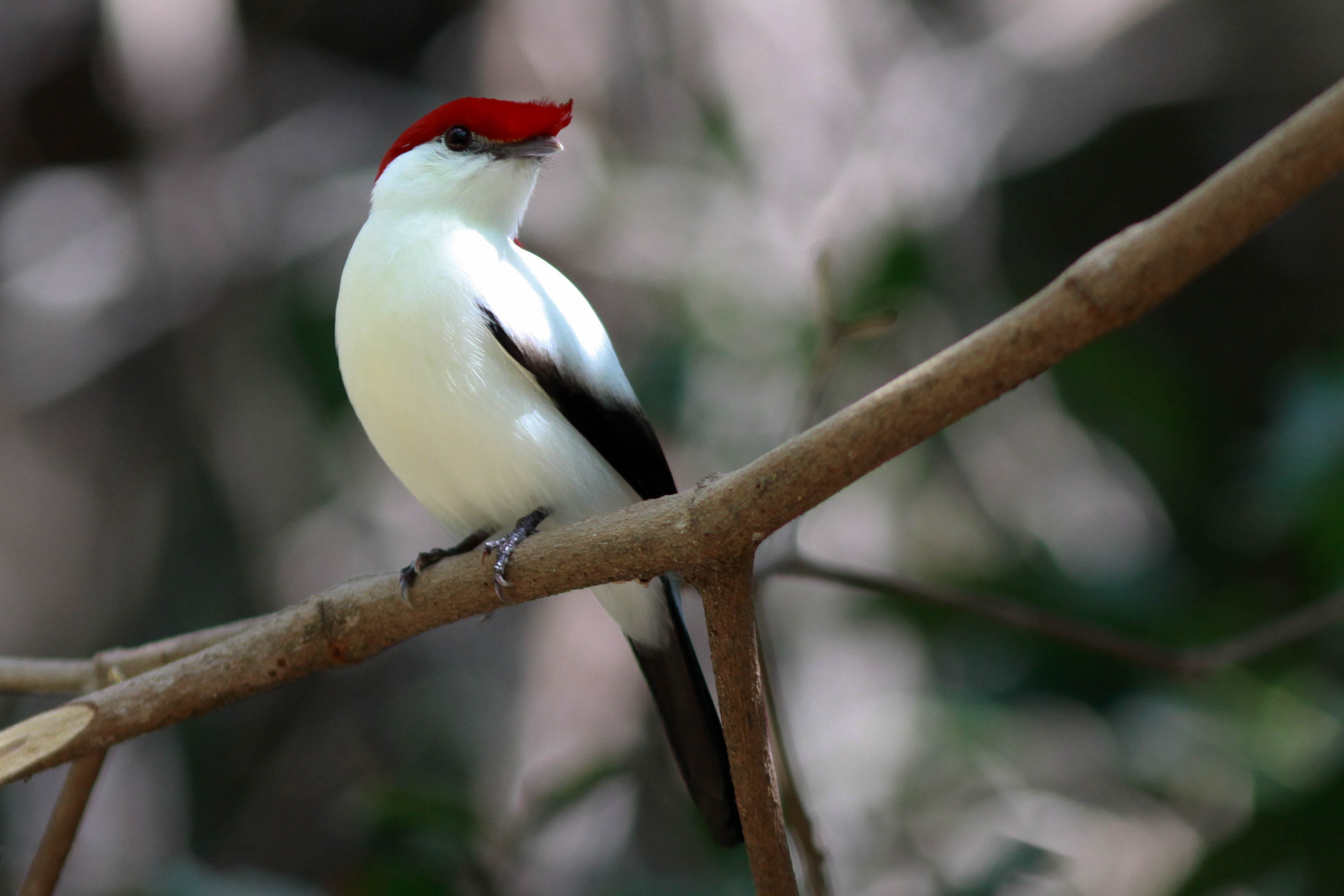
Soldadinho-do-araripe, espécie endêmica da região.
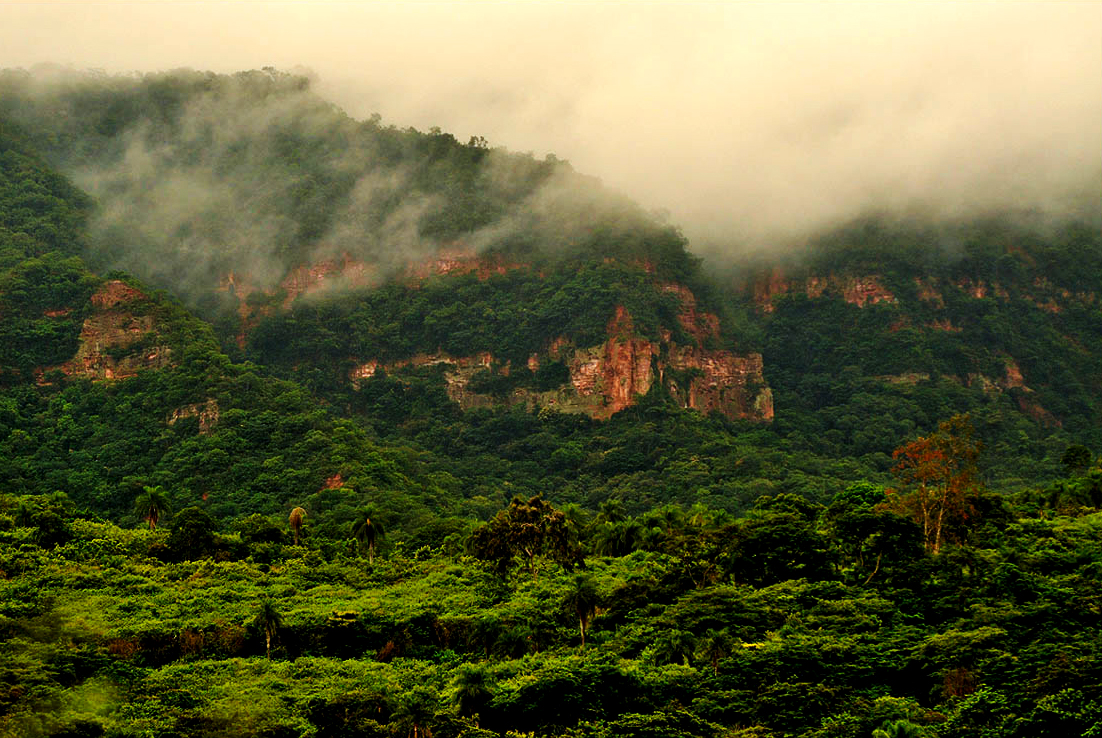
A Floresta Nacional do Araripe-Apodi ocupa uma extensa área entre a divisa do Ceará e Pernambuco.
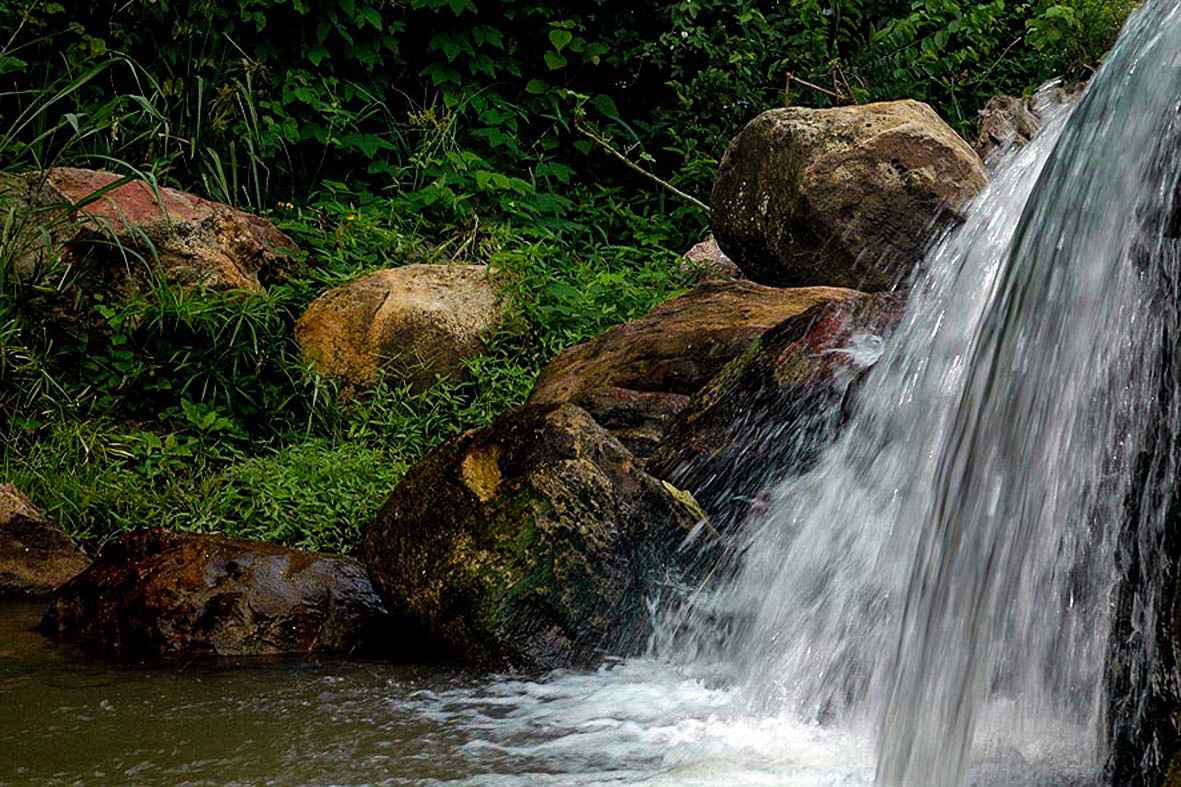
Na região da Chapada do Araripe, existem 348 fontes naturais de água.
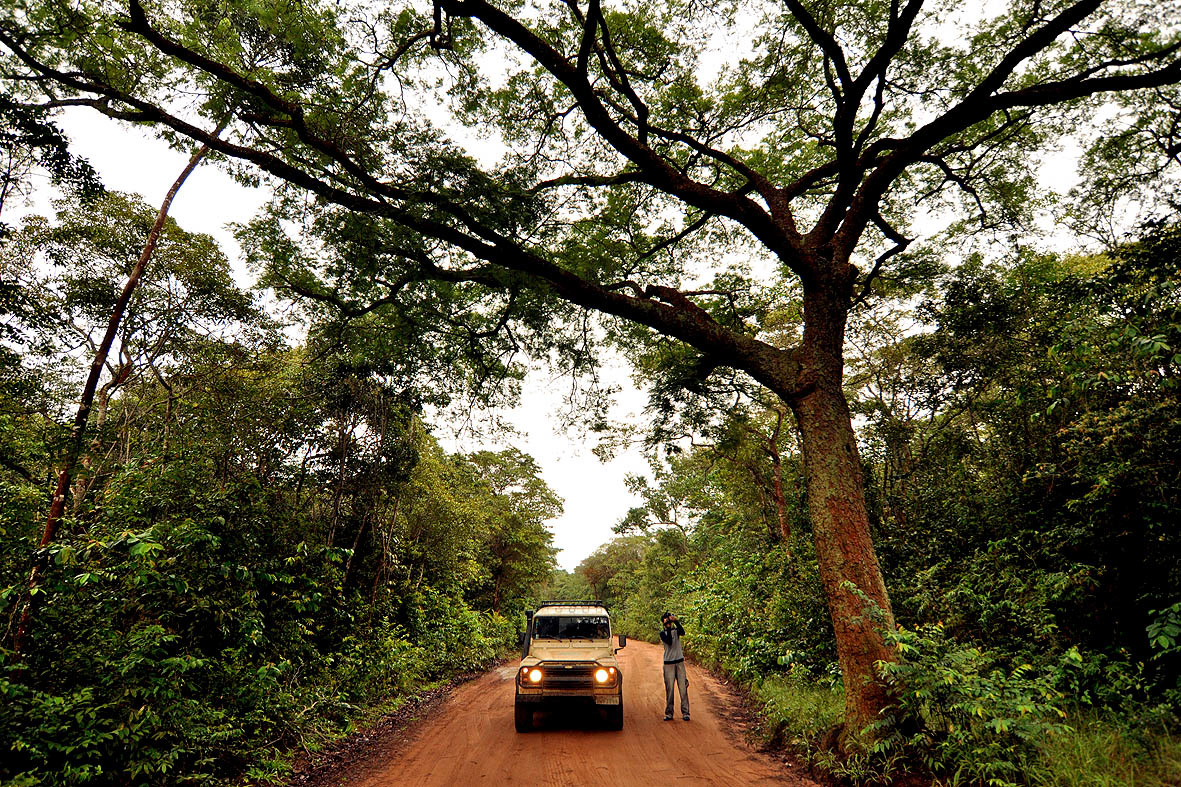
O turismo ecológico é um atrativo através das minúsculas estradas de terra que cortam a floresta. No sopé da chapada fica Exu, conhecida por ser a terra natal de Luiz Gonzaga.
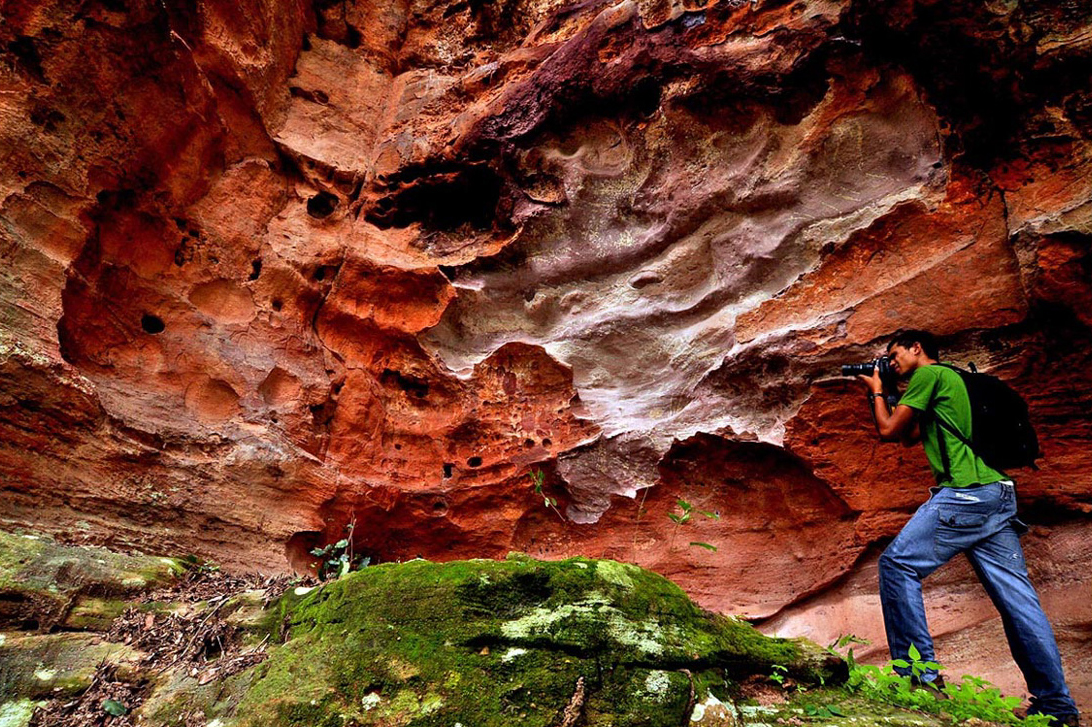
Geoparque Araripe, no Ceará, o primeiro nas Américas, reconhecido pela UNESCO.
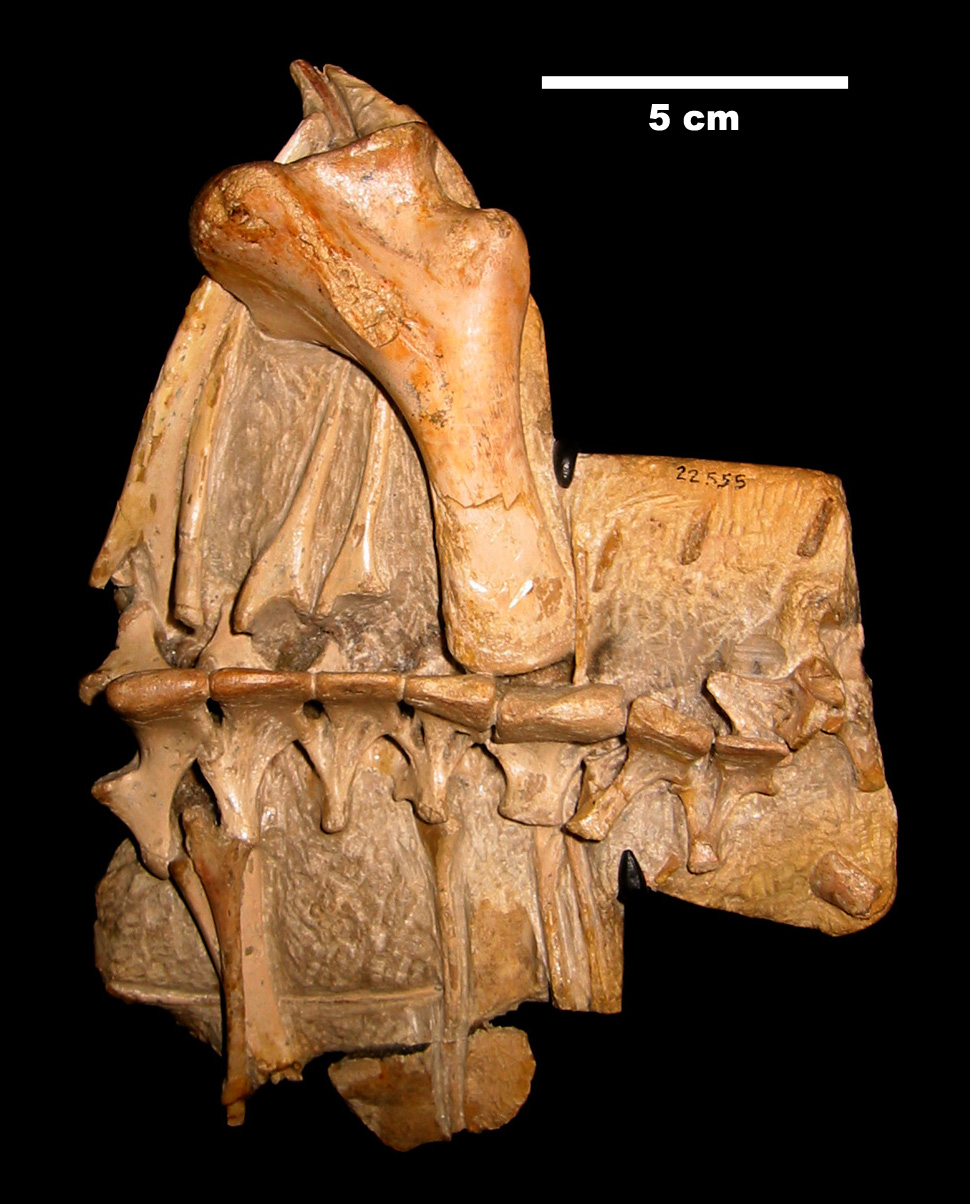
Exemplo de fóssil de Anhanguera santanae encontrado na região da Chapada.
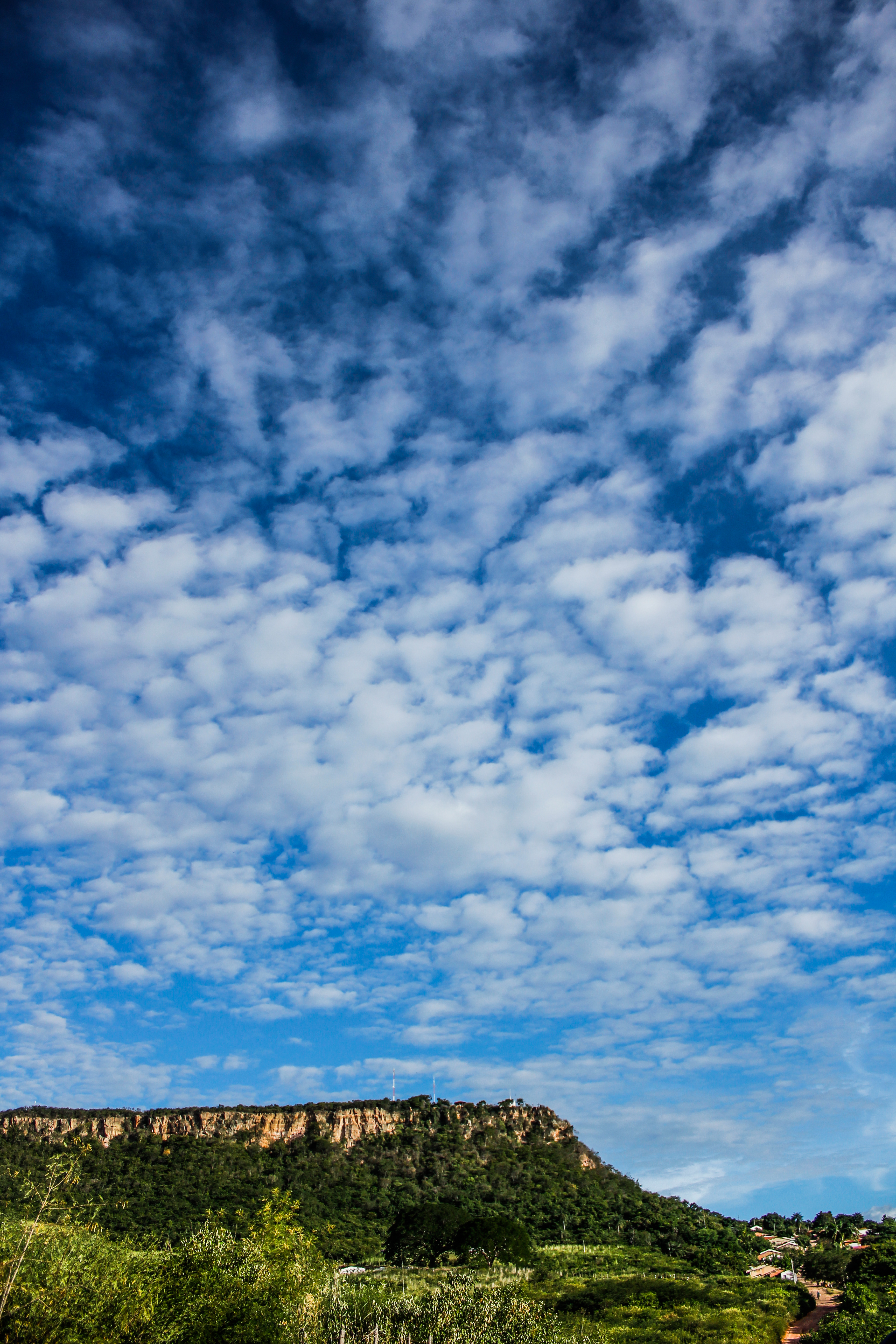
Vista da chapada na divisa de Santana do Cariri (Ceará) com Exu (Pernambuco).